# Miconia cladonia
Miconia cladonia är en tvåhjärtbladig växtart som beskrevs av Henry Allan Gleason. Miconia cladonia ingår i släktet Miconia och familjen Melastomataceae. Inga underarter finns listade i Catalogue of Life.